# Chris Douridas
Chris Douridas, de son nom complet Christopher Douridas, est un animateur radio et acteur américain né le 20 septembre 1962. Il travaille pour la station de radio publique KCRW émettant depuis Santa Monica en Californie.

## Filmographie
- 1996 : The End of Violence :  le technicien
- 1995 : Waterworld de Kevin Reynolds : un habitant de l'atoll
- 1995 : Strange Days : le speaker radio
- 1986 : Massacre à la tronçonneuse 2 : Rick